# Anthodioctes langei
Anthodioctes langei is een vliesvleugelig insect uit de familie Megachilidae. De wetenschappelijke naam van de soort is voor het eerst geldig gepubliceerd in 1999 door Urban.